# Kippenhorn

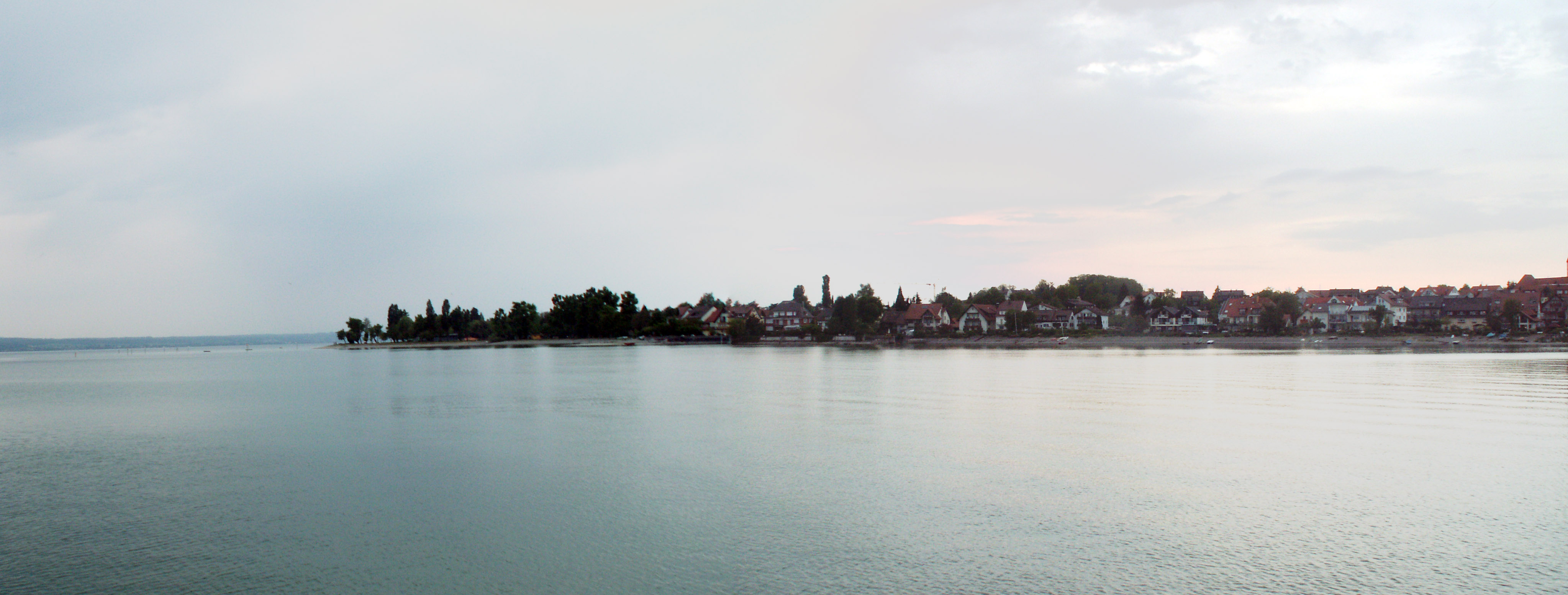
Das Kippenhorn im Westen von Immenstaad am Bodensee

Das Kippenhorn ist eine markante Landspitze (regionale Bezeichnung: Horn) am Nordufer des Obersees im westlichen Bereich der Gemeinde  Immenstaad am Bodensee unterhalb von Schloss Hersberg.

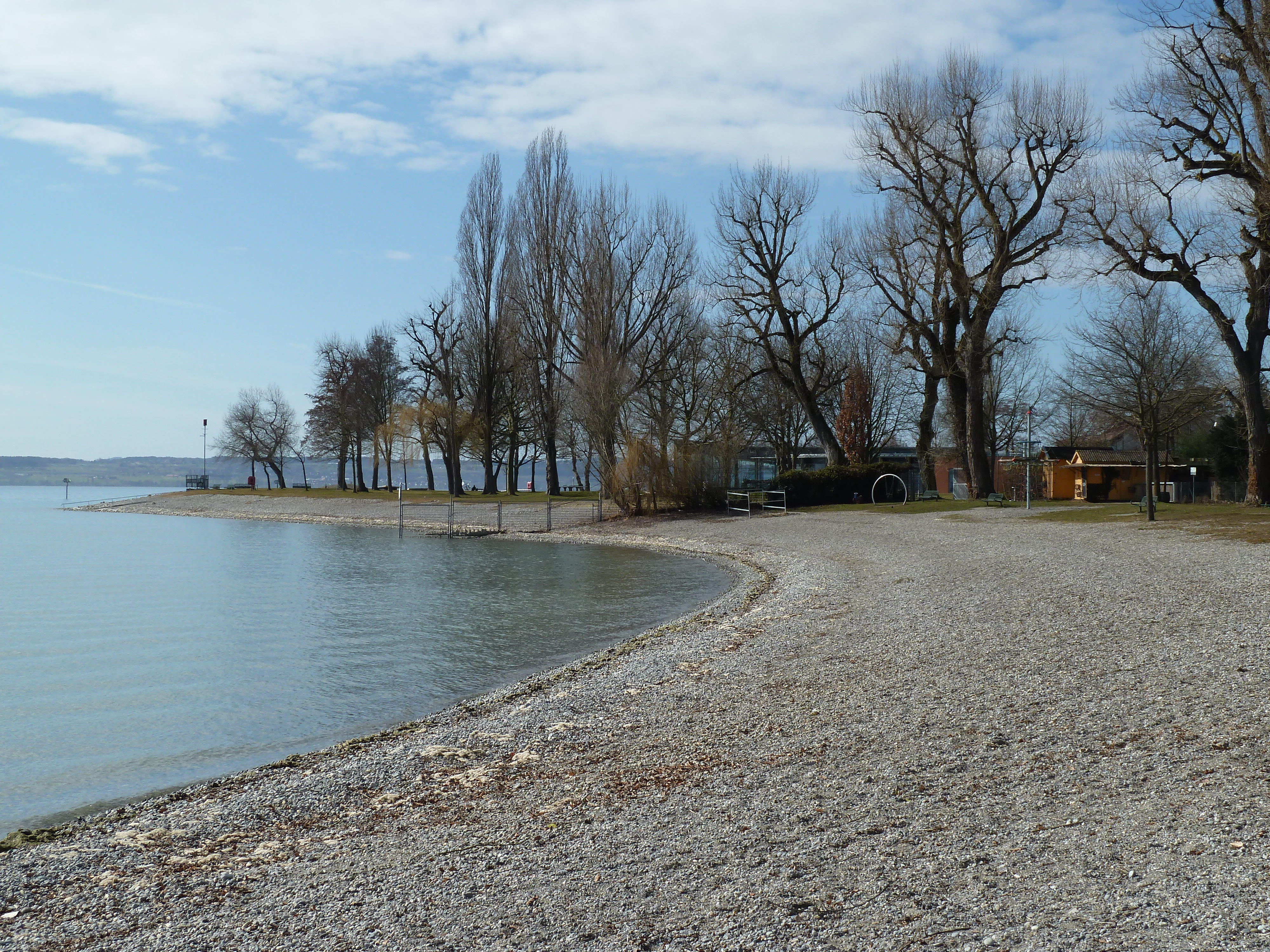
Badestrand am Kippenhorn

## Geographie
Das Kippenhorn ist die westliche Begrenzung einer ausgedehnten Bucht mit Friedrichshafen als Mittelpunkt, die ihrerseits mehrere lokale Buchten umfasst und östlich bis zum Argenhorn an der Argenmündung reicht. Die Entfernung zwischen diesen beiden Landspitzen beträgt 17 Kilometer. Ihre Landmarken Schloss Hersberg und Schloss Montfort in Langenargen sind für die Bodenseeschifffahrt seit alters her wichtige Bezugspunkte zur Kursbestimmung. Der Untergrund des Kippenhorns besteht aus eiszeitlichem Geschiebe aus dem gleichen Moränekies wie die umliegenden Hügel. Es reicht unter dem Wasserspiegel etwa 200 Meter in den See bis zur steil abfallenden Halde.

## Geschichte
Das Kippenhorn wurde 1143 erstmals urkundlich erwähnt. Der Name ist fränkischen Ursprungs und bedeutet Horn des Kippo, die Kurzform für Childbert, nach dem auch das nahe Kippenhausen benannt wurde. Reste von Pfahlbauten weisen auf eine frühe Besiedelung in der Jungsteinzeit (5000–2000 v. Chr.) hin. Bis vor 100 Jahren befanden sich hier nur einige Fischerhütten und eine bereits 1404 erwähnte Gaststätte. An Pfahlreihen wurden die Baumwollnetze getrocknet und geflickt. Mehrere Holzstege dienten zum Beladen von Lädinen mit Kies aus den ufernahen Kiesgruben. Bis zum Bau des Landestegs in Immenstaad 1875 war vor dem Kippenhorn eine Bedarfshaltestelle der Kursschiffe für die Übergabe von Post, Fracht und Passagieren per Ruderkahn.
Am 2. Februar 1940 stürzte der Kommandeur im Jagdgeschwader 51 „Mölders“, Major Ernst Günther Burggaller, bei einer Tiefflugübung mit einer Messerschmitt Bf 109 E am Kippenhorn ab und überlebte die versuchte Notlandung nicht. Er war ein bekanntes Flieger-Ass im Ersten Weltkrieg und später Rennfahrer. 1981 wurde am Kippenhorn das Wrack des ältesten bekannten Segelschiffs vom Bodensee entdeckt.

## Tourismus und Freizeit
Das Kiesufer am Kippenhorn war schon früh ein beliebter Wasch- und Badeplatz. Heute befindet sich auf dem Areal der Landspitze ein Freibadestrand, das kommunale Strandbad Immenstaad mit dem Hallenbad Aquastaad sowie eine weithin sichtbare Blitzleuchte für die Sturmwarnung. Die guten Windverhältnisse werden von einem Surfclub und einer Segelschule genutzt.

## Seenkunde
Am Kippenhorn ist die Strömung des Rheinwassers, das den Bodensee durchfließt, noch bemerkbar. Die Wassertemperatur ist etwas geringer als im Flachwasser der nahen Buchten und der Fischreichtum ist im Bereich der steil abfallenden Halde größer. Aus 40 Meter Tiefe  pumpt die Gemeinde Immenstaad ihr Trinkwasser in ein Reservoir auf dem nahe gelegenen Hochberg.

## Ökologie
Das Kippenhorn ist Landschaftsschutzgebiet und FFH-Gebiet.